# Kim Ngưu (chiêm tinh)
Kim Ngưu (tiếng Anh: Taurus, ký hiệu: ♉︎) là cung hoàng đạo thứ hai trong vòng tròn Hoàng Đạo, ở giữa độ thứ 30 và 60 của kinh độ thiên thể. Biểu tượng của cung này là con bò. Kim Ngưu thuộc nguyên tố Đất (cùng với Ngư Dương và Xử Nữ) và là một trong 4 cung Kiên định (cùng với Sư Tử, Bảo Bình và Bọ Cạp).
Chủ tinh của Kim Ngưu là Kim tinh. Đối đỉnh với Bọ Cạp trong vòng tròn Hoàng Đạo. Từ khóa: Thực tế, kiên trì, kiên định, sở hữu mọi vật chất, tiền bạc, nghệ thuật, mỹ thuật.

## Thần thoại Hy Lạp
Công chúa Europa (hay còn gọi là Europe) của xứ Phoenicia được miêu tả là vô cùng duyên dáng và có vẻ đẹp phi thường. Nàng thường vui chơi cùng với các tì nữ lúc thì lên núi hái hoa, lúc thì xuống biển tắm mát, vui đùa, nghỉ ngơi trên bãi cát trắng. Tiếng cười nói trong trẻo và tiếng hát véo von của nàng cuối cùng đến tai thần Zeus. Thần Zeus biến thành một con bò mộng rồi trà trộn vào đàn bò của nhà vua.
Vào một ngày nọ, khi Europa đang hái hoa trên đồng cỏ gần đàn bò của vua, cô trông thấy một con bò mộng tuyệt đẹp với bộ lông trắng óng ánh có cặp sừng vàng uốn cong như vành trăng lưỡi liềm và ở giữa trán của con bò tỏa ra một quầng sáng bạc. Europe bị thu hút bởi vẻ đẹp này, nàng vuốt ve và trang trí sừng bò bằng những vòng hoa.
Mê hoặc trước vẻ đẹp của con bò, Europe đã trở nên mất cảnh giác và khi con bò khuỵu chân xuống, nàng đã leo lên lưng bò. Ngay khi nàng đã leo lên lưng, con bò bất thình lình phi như bay, đưa nàng băng qua biển và tới đảo Crete.
Tại đảo Crete, con bò mộng hiện nguyên hình là thần Zeus và kết duyên với Europe. Zeus đã phong nàng làm nữ hoàng đảo Crete và tặng nàng một cái vòng cổ được làm ra bởi Hephaestus cùng với ba vật phẩm: Tượng đồng dũng sĩ Talos, chó săn Laelaps và cây lao thần không bao giờ trượt mục tiêu. Từ cuộc tình này, nàng Europe đã sinh ra ba người con trai: Minos, Rhadamanthe và Sarpedon. Sau này thần Zeus đã vinh danh mối duyên này bằng cách đưa lên bầu trời làm chòm sao Kim Ngưu.

## Các bài viết liên quan
- Cung chiêm tinh
- Kim Ngưu (chòm sao)